# Timon Altwegg
Timon Altwegg (* 18. Mai 1967 in Münsterlingen) ist ein Schweizer Pianist.

## Werdegang
Altwegg begann seine Laufbahn bei Hubert Mahler. 1989 schloss er mit dem Lehrdiplom des Schweizerischen Musikpädagogischen Verbandes (SMPV) in Zürich ab. Danach lebte er zwei Jahre in London, wo er bei Alan Rowlands am Royal College of Music weiterstudierte. 1992 beendete er seinen Aufenthalt in England mit dem Piano Performing Diploma (Konzertdiplom) und erhielt daraufhin den Titel «Associate of the Royal College of Music» zugesprochen.
Seit 1992 lebt Timon Altwegg wieder in Kreuzlingen am Bodensee, von wo aus er eine rege Konzerttätigkeit ausübt. Er hat sich zu einem gefragten Solisten und Kammermusiker entwickelt und ist zu Konzerten in den USA und ganz Europa eingeladen worden. Im Sommer 2001 wurde Timon Altwegg zum Festival «Llanca» in Spanien eingeladen. Weitere Konzerte mit ihm wurden live im ungarischen Radio und Fernsehen sowie im österreichischen Fernsehen (ORF) gesendet. Grosse Erfolge feierte Timon Altwegg auch in Südamerika: Im Jahre 2005 sowie im Herbst 2007 tourte er durch Ecuador, Kolumbien, Guatemala und El Salvador.
Im Mai 2004 wurde Timon Altwegg in einem historischen Konzert von 1200 Zuhörern bejubelt, als er als erster ausländischer Solist seit 1990 zusammen mit dem Iraqi National Symphony Orchestra in Bagdad auftrat; das Konzert und der anschliessende Meisterkurs an der Musikhochschule in Bagdad wurden von der Schweizer Botschaft, dem Schweizer Aussenministerium und dem Kulturministerium des Iraks unterstützt. Diese Konzertreise wurde auch von dem im Jahr 2005 erschienenen Werk Shrapnels. En marge de Bagdad der Schriftstellerin Élisabeth Horem gewürdigt. Dank der grossen Publikumserfolge seiner Tourneen im Ausland wird er regelmässig vom Centre de Compétence Culturelle des EDA (schweizerisches Aussenministerium) unterstützt.
Timon Altweggs ausgezeichnete Technik wird auch von zeitgenössischen Komponisten geschätzt, die ihm ihre Werke zur Uraufführung anvertrauen. Der in den USA lebende Schweizer Komponist Frank Levy widmete ihm eine Klaviersonate. Ausserdem ist er aufgrund seines grossen Engagements für englische Komponisten zum Musical Advisor des Swain-Alexander Trust in London berufen worden.